# Vekoslava Krašovec
Vekoslava Krašovec, slovenska političarka, * 8. julij 1950.
Med letoma 1997 in 2002 je bila članica Državnega sveta Republike Slovenije.